# Kornstads kommun
Kornstads kommun (norska: Kornstad kommune) var en kommun i Møre og Romsdal fylke i västra Norge. Kommunen omfattade ett område i den västra delen av nuvarande Averøy kommun (Kornstads socken) samt ett område i den norra delen av nuvarande Hustadvika kommun (norra delen av den tidigare kommunen Eide). Byn Kornstad utgjorde kommunens centralort.

## Administrativ historik
Kornstads kommun upprättades den 1 januari 1897 genom utbrytning ur Kvernes kommun. Kommunen hade 1 599 invånare vid upprättandet.
Den 1 januari 1964 upplöstes kommunen och delades. Huvuddelen (med 1 356 invånare) fördes, tillsammans med Kvernes kommun och en del av Bremsnes kommun, till den då nybildade Averøy kommun medan Vevangs krets (med 562 invånare) fördes till Eide kommun (sedan den 1 januari 2020 en del av Hustadvika kommun). Kommunen hade vid delningen totalt 1 918 invånare.